# Netelia virgata
Netelia virgata là một loài tò vò trong họ Ichneumonidae.